# LumiUnion
LumiUnion(루미 유니온)은 후쿠시마현 나미에정을 중심으로 활동하는 일본 여성 아이돌 그룹이다. 스타더스트 프로모션 소속. 모모이로 클로버 Z 등의 그룹과 함께 STAR PLANET(통칭 스타프라)를 구성한다. 전 그룹명은 나미에조시하츠쿠미아이(일본어: 浪江女子発組合).
모모이로 클로버 Z, 스타프라 연구생 멤버로 구성되어 있다. 종합 프로듀서는 모모이로 클로버 Z의 사사키 아야카. 약칭은 JA 나미에, 나미에조시.
2025년 6월 28일, 나미에조시하츠쿠미아이를 「LumiUnion」(루미 유니온)으로 그룸명을 개명했다.

## 개요

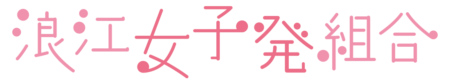
나미에조시하츠쿠미아이 시대의 로고

2019년 3월 11일, 「모모이로 클로버 Z」가 2018년 개교한 후쿠시마현 나미에마치의 나미에 소세이 초 · 중학교를 찾아 「동일본대지진 이후 8년. 우리가 할 수 있는 일을 해 나가고 싶다」라고 말했다. 거기로부터 구체적인 이야기가 진행되어, 아이돌 활동으로 마을에 도움이 되고 싶다고 하는 모모클로의 생각을 받아 들여, 어떤 유닛으로 할까 등을 마을 사람들과 상담하면서 준비를 진행시켜 왔다. 그리고 나미에에서, 나미의 지금을 전달하는 아이돌로서 탄생했다.
2025년 6월 28일, 나미에조시하츠쿠미아이를 「LumiUnion」(루미 유니온)으로 그룸명을 개명했다.

## 구성원
- 사사키 아야카(佐々木 彩夏, 1996년 6월 11일(29세), 가나가와현 출신) - 모모이로 클로버 Z 소속, 최연장자, 리더, 프로듀서
- 나이토 루나(内藤 るな, 2000년 12월 23일(24세), 도쿄 도 출신) - 전 B.O.L.T 소속
- 하리마 카나(播磨 怜奈, 2002년 2월 13일(23세), 가나가와 현 출신, 본명 : 하리마 레이나 (播磨 怜奈)) - 전 Awww! 소속
- 다나카 사호(田中 咲帆, 2003년 1월 9일(22세), 가나가와 현 출신) - 전 CROWN POP 소속
- 유즈키 미아(雪月 心愛, 2004년 12월 27일(20세), 사이타마현 출신) - 전 CROWN POP 소속
- 리나(里菜, 2000년 6월 18일(25세), 도쿄도 출신) - 전 CROWN POP 소속
- 치하마 모아나(千浜 もあな, 2007년 9월 11일(17세), 사이타마 현 출신) - 스타프라 연구생 소속
- 아오야마 나노하(青山 菜花, 2008년 9월 10일(16세), 도쿄도 출신) - 스타프라 연구생 소속, 최연소

### 전 구성원
- 타카이 치호(高井 千帆, 2001년 11월 20일(23세), 도쿄 도 출신) - B.O.L.T 소속
  - 2023년 4월 9일 졸업.
- 아이라(愛来, 2002년 12월 8일(22세), 도쿄도 출신) - 아메후라시 소속
  - 2023년 11월 11일 졸업.
- 이치카와 유즈키(市川 優月, 2003년 11월 2일(21세), 도쿄 도 출신) - 아메후라시 소속
  - 2023년 11월 11일 졸업.
- 코지마 하나(小島 はな, 2004년 2월 26일(21세), 도쿄 도 출신) - 아메후라시 소속
  - 2023년 11월 11일 졸업.
- 스즈키 모에카(鈴木 萌花, 2002년 2월 5일(23세), 도쿄 도 출신) - 아메후라시 소속
  - 2023년 11월 11일 졸업.

## 음반

### 앨범
| 순서 | 타이틀 | 의미      | 발매일          | 최고순위 |
| ---- | ------ | --------- | --------------- | -------- |
| 1    | 花咲む | 꽃이 피다 | 2022년 2월 23일 | 18       |

### EP
| 순서 | 타이틀                 | 의미               | 발매일          | 최고순위 |
| ---- | ---------------------- | ------------------ | --------------- | -------- |
| 1    | 会いに行っていいですか | 만나러 가도 됩니까 | 2024년 12월 4일 | 23       |

### 착신 악곡
- なみえのわ / あるけあるけ (2020년 2월 29일)
- ミライイロの花 (2020년 5월 22일)
- つながる、ウンメイ / またキミと。(2020년 11월 25일)
- 桜梅桃李夢物語 (2022년 2월 4일)
- ハレノヒの足跡 (2022년 2월 21일)
- 桜流し (2023년 5월 31일)
- いろむすび (2024년 7월 26일)

## 가창 악곡

### 오리지널 곡
- なみえのわ
- あるけあるけ
- ミライイロの花
- つながる、ウンメイ
- またキミと。
- ほれ、あいべ！
- それぞれのハタ
- 桜梅桃李夢物語
- ロマンスはエチュード
- 二十歳
- バディ・フィルム

## 같이 보기
- 나미에정
- 모모이로 클로버 Z
- CROWN POP
- 스타프라 연구생